# Заблоце (Сілезьке воєводство)
Заблоце (пол. Zabłocie) — село в Польщі, у гміні Струмень Цешинського повіту Сілезького воєводства.
Населення — 1341 особа (2011).
У 1975-1998 роках село належало до Бельського воєводства.

## Демографія
Демографічна структура станом на 31 березня 2011 року:
|          | Загалом | Допрацездатний вік | Працездатний вік | Постпрацездатний вік |
| -------- | ------- | ------------------ | ---------------- | -------------------- |
| Чоловіки | 651     | 143                | 458              | 50                   |
| Жінки    | 690     | 125                | 445              | 120                  |
| Разом    | 1341    | 268                | 903              | 170                  |